# الاکامی، سریک
الاکامی (به ترکی استانبولی: Alacami) منطقهٔ مسکونی در ترکیه است که در ناحیه سریک، استان آنتالیا واقع شده‌است.